# Dawston Burn
Der Dawston Burn ist ein Wasserlauf in den Scottish Borders. Er entsteht als Alison Sike östlich des Outer Knowe Head. Bis zur Mündung des Hodgson Sike verläuft er in südlicher Richtung, danach wendet er sich in östlicher Richtung, um nach der Mündung des Abbey Sike erneut auf eine südliche Richtung zu wechseln. Der Dawston Burn mündet südlich der Siedlung Saughtree in das Liddel Water.